# Kanál Forth–Clyde

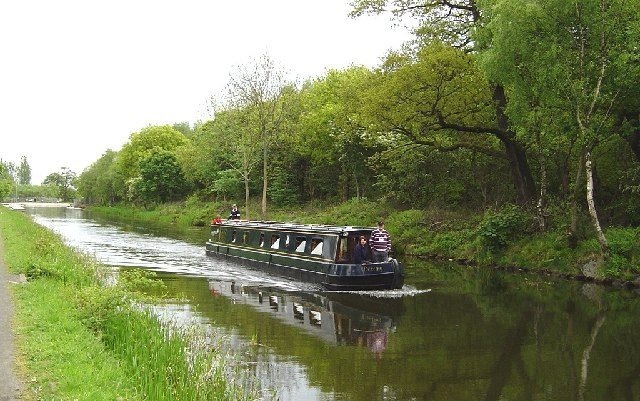
Kanál Forth–Clyde u Bonnybridge a Larbertu

Kanál Forth–Clyde je dopravní vodní kanál otevřený roku 1790, který prochází nejužší částí Skotské nížiny ve středním Skotsku. Umožňoval plavbu tehdejších námořních lodí mezi zálivy Firth of Forth a Firth of Clyde, tedy z edinburského přístavu na východním pobřeží do Glasgowského přístavu na západním pobřeží Skotska. Kanál je 56 km dlouhý a vede od města Grangemouthu (správní oblast Falkirk) na řece Carron, jež se vlévá do zálivu Firth of Forth, k vesnici Bowling (Západní Dunbartonshire) na řece Clyde, která ústí do zálivu Firth of Clyde.
Kanál, který byl ve své době velmi využívaný, začal ztrácet na významu, když se rozměry námořních lodí začaly zvětšovat, takže jím tato plavidla již nedokázala proplout. K tomu se posléze přidal i rozvoj železnic, jež dokázaly dopravovat zboží rychleji, takže ve 30. letech minulého století přestal být kanál Forth–Clyde využíván. Konečné rozhodnutí o jeho uzavření počátkem 60. let ovlivnila výše výdajů za údržbu mostů přes kanál, jež značně převyšovala zisky, které z nich plynuly. Úpadek kanálu citelně ovlivnily rovněž značné dotace pro železniční dopravu. Jeho uzavření znamenalo také konec plaveb skupin rybářských lodí od řeky Forth na východním pobřeží napříč středním Skotskem za rybolovem v Irském moři. Nedostatek politické a finanční předvídavosti tak zbavil krajinu historické rekreační vodní cesty a město Grangemouth možného budoucího zdroje příjmů. Na rozdíl od většiny ostatních kanálů byl totiž úsek vedoucí Grangemouthem před rokem 1967 vysušen a zasypán, aby mohla vzniknout nová silnice pro dopravu do zdejšího přístavu.
Přestože dálnice M8 zabrala východně od Glasgowa část úseku kanálu, jedná se dál o obnově a využívání tohoto zařízení pro rekreační a volnočasové účely.

## Trasa

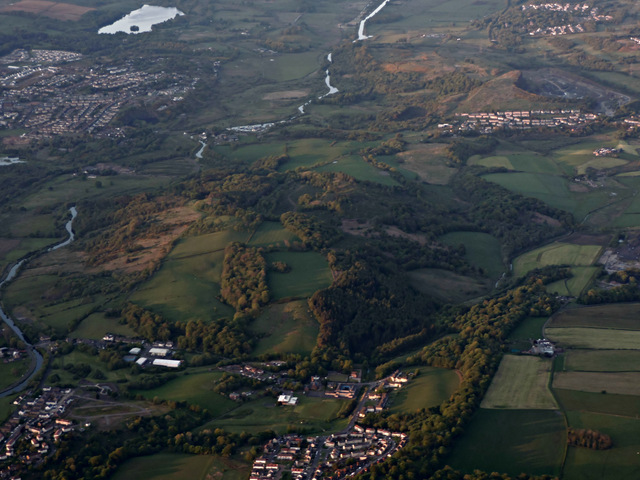
Kanál Forth–Clyde z pohledu od bývalé římské pevnosti Bar Hill na východ k zálivu Firth of Forth

Východní konec kanálu je s řekou Forth propojen prostřednictvím toku řeky Carron poblíž Grangemouthu. Kanál zhruba sleduje směr římského Antoninova valu. Nejvýše položený úsek kanálu, 60 m nad mořem, se nachází v blízkosti města Kilsyth v Severním Lanarkshire, kde je napájen vodou z akvaduktu, který odebírá vodu z pro tento účel vybudovaných nádrží Birkenburn v Kilsythské vrchovině a Townhead u nedalekého města Bantonu. Kanál pokračuje dál k městečku Twechar v East Dunbartonshire a kolem měst Kirkintilloch a Bishopbriggs míří k Maryhillu na severu Glasgowa. Rameno vedoucí ke glasgowskému překladišti Port Dundas bylo vybudováno kvůli zajištění finanční podpory glasgowských obchodníků, kteří se obávali ztrát ve svém podnikání, pokud by se kanál Glasgowu zcela vyhnul. Západní konec kanálu se s řekou Clyde spojuje u vesnice Bowling ve správní oblasti Západní Dunbartonshire.
V roce 1840 byl vybudován 800 m dlouhý kanál Forth–Cart, který u města Clydebank propojil kanál Forth–Clyde s řekou Clyde. Město Clydebank ve správní oblasti Západní Dunbartonshire se rozkládá naproti ústí říčky Cart.